# Medicină bazată pe dovezi
Medicina bazată pe dovezi (acr. MBD, în engleză Evidence-based medicine – EBM), este o concepție despre medicină apărută prin anii 70' ai secolului trecut, care susține că medicina trebuie să se concentreze pe obiectivitate, pe dovezi științifice, pe meta-analiză, pe folosirea metodică, algoritmică,  a totalității ramurilor medicinei (epidemiologie, genetică, biostatistică, informatică medicală, medicină explorativă și de laborator promptă, precisă și de calitate, etc.) considerând raportul cost - eficiență, sub un control de calitate riguros și permanent, medicul consultat fiind factorul frontal al unui larg grup de specialiști, cu care se găsește în interreacție. Spre deosebire de MBD, medicina „clasică”, deductivă (engleză Opinion-Based Medicine – OBM) este bazată pe bagajul de cunoștințe acumulat din studiile și experiența personală, pe tradiționala ars medicae (arta medicală), pe intuiția personală a clinicianului.

## Istoric
Prin 1975, Ministerul Sănătății Canadian a mobilizat o grupă de specialiști, (The Canadian Task Force) cu menirea să compună directive științifice și unitare de examinare sanitară periodică a populației. Pentru o apreciere obiectivă a produsului final, a nivelului de validitate și de evidență a activității preventive, doi dintre specialiști, Suzanne Fletcher și David Sackett au creat "nivele de evidență" (levels of evidence) destinate să folosească ca "grade de recomandare" (Grades of recommendations), criterii de acțiune în cadrul respectivelor directive .
Ca prim pas, ideea "gradelor de recomandare" a stat la baza propunerilor pentru standardizarea medicației antitrombotice  Ulterior, această metodă a luat amploare, și-a întărit bazele teoretice și a dus la apariția unei noi generații de manuale (evidence-based textbooks), îndreptare, ghiduri axate pe medicina bazată pe evidență, adică, la apariția unei noi ere în medicină, care venea să o înlocuiască pe cea "clasică", deductivă, (opinion-based madicine).
Noua concepție - deși incipient avea o orientare terapeutică-preventivă - s-a răspândit în toate ramurile cercetărilor, informaticii, educației și precticii medicale: în cardiologie (Evidence-Based Cardiology), în medicina de laborator (Evidence-Based Laboratory Medicine), în asistența medicală (Evidence-Based Nursing), în psihiatrie (Evidence-Based Mental Helth), în medicina generală (Evidence-Based Health Care), în obstetrică și ginecologie (Evidence-Based Obstetrics and Gynecology), etc. Facultățile de medicină din Occident își fac un titlu de onoare din inițierea de centre de MBD cu scopul de propagare și de evoluare a noilor metode și de creare a noi îndreptare, algoritmi (guidelines) pentru a înarma clinicianul cu instrumente care-l pot scoate din impasul lipsei de certitudine Aceste centre își oferă serviciile gratuit sau contra unei contribuții modice fie, din biblioteca de date fie, în legătură internetică directă, la dispoziția organizațiilor medicale din lume și a medicului particular.

## Medicina bazată pe dovezi în România
În România, M.B.D. începe să fie luată în considerație odată cu reorganizarea serviciilor medicale din ultimii ani și apariția de literatură de specialitate în limba română.
Primul proiect în domeniul MBD a fost inițiat de dr. Marius Mărginean la Institutul de Sănătate Publică Timișoara în 1998, proiect finanțat de Fundația pentru o Societate Deschisă a lui George Soros. Cu această ocazie a fost tradusă lucrarea profesorului Sackett și a colaboratorilor. De asemenea, au fost derulate 2 workshopuri cu lectori de la EBM Centre din Oxford si CASP International, ateliere la care au participat 20 de medici romani. Ulterior, programe similare au fost derulate prin Centrul de Politici si Servicii de Sănătate, Centrul National de Studii pentru Medicina Familiei (CNSMF) si Scoala Nationala de Sănătate Publică și Management Sanitar. CNSMF a dezvoltat o curricula și suport de curs pentru 12 module de pregatire în MBD și evaluarea critică a literaturii medicale.
Centrul Național de Studii pentru Medicina Familiei a elaborat în cadrul proiectului Qualy-Med (2002-2005) o metodologie de elaborare a ghidurilor medicale bazate pe dovezi, aliniata la modelele europene, metodologie care a servit la elaborarea a 5 ghiduri de practică pentru medicii de familie.

## Metodologia Medicinei Bazate pe Dovezi

### Explozia de informație
Medicul doct și conștiincios, fidel jurământului hippocratic va depune toate eforturile pentru a-i ajuta pacientului să-și recapete sănătatea. In acest scop el se va folosi de toate instrumentele pe care organizația medicală de care aparține i le conferă, dela stetoscop și până la diagnosticul imaginal, etc. El este obligat de conștiință și de lege să fie bine și curent informat cu ultimele publicații legate de cazul pe care-l examinează. Lista prescurtărilor titlurilor presei medicale din 1948) cuprindea cam 4 700 de titluri. În 1990, respectiva listă cuprindea deja, peste 100 000 de titluri! De notat că, după specialiștii în informatică, 90% din realizările științifice majore au apărut în numai 150 din acest noian de jurnale. Cum poate clinicianul să facă față acestei explozii de informație?

### Alegerea datelor relevante din publicații contradictorii.
Presa medicală conține o mulțime de publicații ale unor cercetări privind fenomene asemănătoare între ele sau, chiar identice, cu rezultate diferite, care duc la concluzii diferite, adesea, contradictorii. Revistele medicale se întrec între ele prin exclusivitatea, severitatea, minuțiozitatea controlului unui articol, de câtre cei mai mari specialiști în materie, până-i aprobă publicarea. Această verificare ia în considerație renumele autorilor, poziția lor academică, publicații anterioare, renumele institutului unde s-au făcut cerecetările, etc. deci, diferențele dintre rezultate - de regulă - nu-s datorate artefactelor sau, profesionalismului limitat al autorilor. Cum poate clinicianul să ajungă la concluzia corectă?
În marile centre universitare, specialiști în informatica medicală și-n diferitele ramuri de specialitate studiază și recenzează articolele apărute, le apreciază validitatea, redându-le compactizat sau, intercalate în îndreptare, algoritmi, în rețetele de lucru. Prestigiosul jurnal medical JAMA (The Journal of the American Medical Association), împreună cu grupul de lucru MBD (engleză Evidence-Based Working Group) al Universitații din North Carolina - Centrul de Evidență a Sănătății au publicat în anii 90' o serie de ghiduri pentru literatura  medicală ("Users' Guides to the Medical Literature") specializate în diagnostic , etiologie, prognoză, etiologie, terapie, evaluarea de evidență, etc.

### Asigurarea calității serviciilor medicale
Facultatea de Medicină a Univesității Alberta, în "Introducere în medicina bazată pe dovezi" (Introduction to Evidence-Based Medicine oferă câteva "rețete" care, luate separat, fiecare ne pare logică și elementară, aproape trivială dar, luate împreună, ca metodă permanentă de gândire și practică ne transferă pe terenul nou al MBD.
Practica medicinei bazate pe evidență cuprinde următoarele componente:
-Identificarea problemei sau a zonei de dubiu, de lipsă de certitudine.
-De pus numai întrebări relevante, concentrate pe subiect, coherente, într-un limbaj clar și pe înțeles, la care pacientul poate să răspundă. Greutatea de a formula o întrebare clinică precisă, centralizată poate constitui un impediment major în MBD.
-De selectat resursele cele mai potrivite de cercetare (spre exemplu, de evitat pescuitul, fishing-ul, comandarea unei infinități de examene de laborator în speranța că va apare un rezultat pozitiv).
-De cercetat și evidențiat fondul de evidență (dovezile, faptele).
-Aprecierea importanței clinice a faptelor, a evidenții.
-Aprecierea aplicabilității clinice a evidenții.
-De acționat și de aplicat evidența.
-De apreciat avantajele efortului depus.
-De adunat, de conspectat și de notat activitatea pentru a o folosi în viitor.

#### Fișa medicală (dosarul medical)
Este unul din instrumentele principale ale clinicianului. Pacientul nu are voie să fie o "apariție spontană" în fața medicului. El are o istorie care cuprinde boli anterioare și prezente, malformații, date heredo-colaterale, profesionale, socio-economice, medicații administrate și răspunsul la aceste medicații, dinamica rezultatelor analizelor de laborator efectuate de-a lungul anilor, etc. Toate aceste date, secrete și aparținând de drept și exclusiv pacientului sau tutorelui său - cum este cazul - trebue să poată fi prezentate la nevoie, cadrului medical competent, într-un timp minim, "în direct" (on-line),  clare și complete. Dosarele prăfuite din arhivele unui spital sau policlinici, debordând de foi și formulare scrise indescifrabil sunt de o folosință limitată la fața locului și total nefolositoare la distanță. Calculatorul racordat la o rețea cât mai largă, cu un depozit  informatic mare și bine întreținut a devenit instrumentul cel mai important pe masa medicului.
Unul din rezultatele benefice imediate ale unei fișe medicale unificate va fi depistarea promptă și posibila dispariție a unor boli legate de vechea birocrație a sistemului medical, ca: sindromul Münchausen, sindromul Münchausen by proxy, sindromul Ulise, etc.

#### Organizarea sanitară, raportul cost-eficiență, controlul de calitate
Fondurile afectate serviciilor medicale, în toată lumea și la toate nivelele sunt limitate, ele limitând și cantitatea, calitatea și facilitatea de abordare a instrumentelor din dotarea clinicianului.
Un element important al medicinei bazate pe dovezi este raportul cost-eficiență, folosirea înțeleaptă a resurselor - inclusiv bugetare - în cadrul unei organizații eficiente, economice, clădită pe criterii științifice.
Instituțiile pentru acordare de asistență medicală trebue să-și creeze grupe de specialiști cu misiunea de a acorda asistență imediată medicului de primă linie, rspectiv, îndrumare, sugerare de algoritmi relevanți, aprobarea - sau, refuzul de a aproba - unor analize , medicamente (prescrierea unor anumite antibiotice trebuie condiționată de teste de laborator relevante și de aprobarea unui specialist în boli infecțioase), hospitalizări, etc. medicina bazată pe dovezi pretinde sigurarea unor conducte largi de informație, accesul liber la literatura de specialitate internetică ("PubMed", "MEDILINE") și la centre de informatică (GIDEON — Motor de epidemiologie și boli transmisibile), posibilitatea de consult extemporaneu cu alți specialiști, până la nivelele cele mai înalte, controlul de calitate prin ceerea de criterii pentru urmărirea și aprecierea fișelor medicale, spre exemplu, studierea curbelor de distribuție a folosirii anlizelor de laborator, a prescrierii de medicamente, a apelării la interventii chirurgicale obstetrice la anumite populații, etc., pentru ca medicii care se plasează la poalele curbei gausice să poată fi trimeși la cursuri de specializare, controlați și indrumați mai intensiv, în funcție de caz.
Folosirea înțeleaptă a acestor instrumente duce la creșterea calității serviciului medical acordat atât de câtre medicul care aparține unei organizații medicale largi cât și de câtre medicul autonom, izolat la periferie, în cabinetul propriu.